# Die Tausender-Reportage
Die Tausender-Reportage ist eine Fernsehserie, die in den Jahren 1973 und 1974 im regionalen Vorabendprogramm der ARD ausgestrahlt wurde.

## Handlung
Der Nachwuchsreporter und Redaktionsvolontär Jürg bekommt den Auftrag, zusammen mit seinen Kollegen Marion und Andreas für das Schweizer Magazin Komet Reisereportagen zu schreiben. So fahren sie auf der Suche nach einer Tausender-Reportage kreuz und quer durch Europa und darüber hinaus und erleben so manches Abenteuer.

## Schauspieler und Rollen
Die folgende Tabelle zeigt die Schauspieler mit mehr als einem Auftritt und ihre Rollen. Daneben hatten weitere namhafte Schauspieler wie Wolfgang Völz, Ursela Monn, Edgar Maschmann oder Towje Kleiner Kurzauftritte.
| Schauspieler      | Rolle                 | Folgen |
| ----------------- | --------------------- | ------ |
| Thomas Astan      | Andy                  | 13     |
| Armando Dotto     | Jürg                  | 13     |
| Heidy Forster     | Frau Blümli           | 8      |
| Anne-Marie Kuster | Marion                | 13     |
| Fred Tanner       | Verleger Chervet      | 2      |
| Hans Wyprächtiger | Chefredakteur Padrutt | 9      |

## Episoden
| Folge | Titel                      | Ausstrahlung      |
| ----- | -------------------------- | ----------------- |
| 1     | Der Beginn in Zürich       | 3. Oktober 1973   |
| 2     | Hippies in Amsterdam       | 10. Oktober 1973  |
| 3     | Der Auftritt in Salzburg   | 17. Oktober 1973  |
| 4     | Zigeuner in Budapest       | 24. Oktober 1973  |
| 5     | Palmen auf der Hallig      | 31. Oktober 1973  |
| 6     | Comeback in Luxemburg      | 7. November 1973  |
| 7     | Diskothek in Hamburg       | 14. November 1973 |
| 8     | Der Bilderdieb von Brüssel | 28. November 1973 |
| 9     | Prügel in Berlin?          | 5. Dezember 1973  |
| 10    | Meuterei in Venedig        | 12. Dezember 1973 |
| 11    | Papiere in Istanbul        | 19. Dezember 1973 |
| 12    | Tannenbaum in Tel Aviv     | 2. Januar 1974    |
| 13    | Die Kunstkenner von Cypern | 9. Januar 1974    |